# Clindamycin
Clindamycin là một kháng sinh hữu ích trong điều trị một số bệnh nhiễm khuẩn. Các bệnh này có thể kể đến như nhiễm trùng tai giữa, nhiễm trùng xương hoặc khớp, bệnh viêm vùng chậu, viêm họng, viêm phổi và viêm nội tâm mạc cùng một số bệnh khác. Chúng cũng có thể hữu ích trong điều trị một số trường hợp Staphylococcus aureus kháng methicillin (MRSA). Thuốc này cũng có thể được sử dụng để điều trị cho mụn trứng cá và phối hợp với quinin để trị bệnh sốt rét. Chúng có thể đưa vào cơ thể qua miệng, tiêm tĩnh mạch, hoặc có dạng kem để bôi cho da hoặc trong âm đạo.
Các tác dụng phụ thường gặp có thể kể đến như buồn nôn, tiêu chảy, phát ban và đau ở chỗ tiêm. Chúng cũng làm tăng nguy cơ viêm đại tràng Clostridium difficile khoảng bốn lần so với nguy cơ nhiễm ở bệnh viện. Các kháng sinh khác có thể được khuyến cáo thay cho clindamycin cũng vì lý do này. Chúng có vẻ an toàn trong thai kỳ. Clindamycin thuộc lớp lincosamides và hoạt động bằng cách ngăn chặn sinh tổng hợp protein của vi khuẩn.
Clindamycin lần đầu tiên được tổng hợp vào năm 1967. Nó nằm trong danh sách các thuốc thiết yếu của Tổ chức Y tế Thế giới, tức là nhóm các loại thuốc hiệu quả và an toàn nhất cần thiết trong một hệ thống y tế. Chúng có sẵn dưới dạng thuốc gốc và không tốn kém lắm. Chi phí bán buôn ở các nước đang phát triển là khoảng 0,06 đến 0,12 USD cho một viên. Tại Hoa Kỳ, chi phí khoảng 2,70 USD một liều.